# East Rockingham, Western Australia
East Rockingham är en ort i Australien. Den ligger i kommunen Rockingham och delstaten Western Australia, omkring 36 kilometer söder om delstatshuvudstaden Perth. Närmaste större samhälle är Rockingham, nära East Rockingham. 